# لوسيا بيريز
لوسيا بيريز (بالإسبانية: Lucía Pérez)‏ هي مغنية إسبانية، ولدت في 5 يوليو 1985 في O Incio ‏ في إسبانيا.

## وصلات خارجية
- الموقع الرسمي
- لوسيا بيريز على موقع ميوزك برينز (الإنجليزية)
- لوسيا بيريز على موقع ديسكوغز (الإنجليزية)